# Molí Vell (Bellpuig)
El Molí Vell és una obra amb elements gòtics de Bellpuig (Urgell) protegida com a bé cultural d'interès local.

## Descripció
El molí té una forma quadrada d'uns 6,50 per 6,50 metres, amb un arc ogival a cadascuna de les dues plantes, una porta d'entrada adovellada en forma d'arc de mig punt i finestrals allindats deprimits convexos.

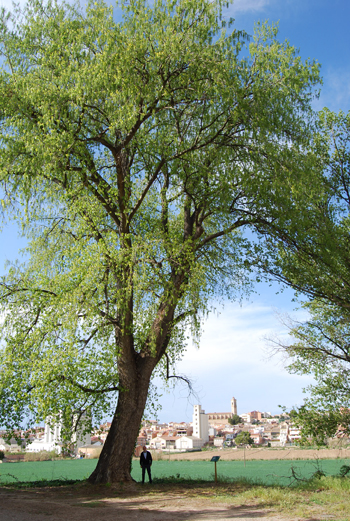
El Xop Gros del Molí Vell.

El molí Vell de Bellpuig està format per una sèrie d'immobles que es van anar edificant al llarg del temps. El molí està situat al costat de la séquia gran per tal de poder aprofitar la força de l'aigua per moldre el gra.
El molí està format per dos cossos units de forma rectangular i d'alçades diferents. El material emprat és el paredat de pedra, la coberta és de fusta, a dos vessants amb teula àrab i carener paral·lel a la façana. El cos principal cobreix el primer sostre amb una volta de canó de carreus, una escala condueix al pis superior. Al primer pis hi ha un arc diafragma de pedra que posteriorment es modificà per formar un tercer pis, amb una estructura de fusta. Les obertures són d'arc de mig punt o arcs apuntats amb grans dovelles, espitlleres i petites obertures amb llindes de pedra.
El cos adossat, que es comunica a través de sengles portes a cada pis, presenta en planta baixa un pilar central de pedra, que sustenta un entramat de fusta per formar el pis de la planta primera. L'esquema constructiu es repeteix en la segona planta. En aquest segon cos les obertures són simètriques i emmarcades amb pedra.
El mes de desembre del 2020 va començar la segona fase de la restauració del Molí Vell de Bellpuig, cofinançada per fons FEDER, per la Diputació i per l’ajuntament de Bellpuig, dins del projecte Ponent Actiu.Es tracta d’actuacions de consolidació estructural en aquest molí d’origen medieval construït en el segle xiii. En el cas de Bellpuig, l’antic senyor, el duc de Sessa, per concessió reial de Pere el Cerimoniós, va poder desviar les aigües del Riu Corb i va fer construir diversos molins.El setembre del 2021 es van acabar les obres de restauració.
L’actuació consisteix en:
- Restauració de les façanes
- Actuacions a l’interior de l’edifici
- Donar-li sentit al conjunt.

A la part del darrere hi ha una petita central hidroelèctrica, remodelada fa menys de trenta anys, així com les instal·lacions hidràuliques que la comuniquen amb l'embassament superior. Per sota del molí i de la farinera hi ha un gran espai excavat a la roca que devia servir com a drenatge del rebuig del molí.

## Història
L'any 1900 s'instal·la al lloc una turbina per fer llum. L'any 1940 s'hi planta el Xop Gros del Molí Vell, catalogat com arbre monumental.